# Rodolfo Zalles
Rodolfo Zalles Barrera ( La Paz, primera mitad del s XX-) es un astrónomo boliviano conocido por su labor como director del Observatorio Astronómico Nacional y sus esfuerzos por mantener el centro en funcionamiento desde su creación en 1983. Es asesor científico de la Asociación Boliviana de Astronomía, es parte del Consejo de Investigaciones de la Academia de Ciencias de Bolivia departamental Santa Cruz, miembro del comité científico de la Liga Iberoamericana de Astronomía y miembro del comité científico de Astronomía Dinámica en Latinoamérica.

## Biografía
Zalles nació en la ciudad de La Paz, sede de gobierno de Bolivia, donde desarrolló desde temprana edad su afición por la astronomía gracias a los eventos de observación astronómica organizados por la carrera de Física de la Universidad Mayor de San Andrés y por el científico Max Schreier en el entonces naciente observatorio local. Zalles trabajó desde temprana edad para costear diferentes gastos incluyendo los relacionados con el inicio de su carrera en la universidad pública local.
Cuando le tocó iniciar sus estudios universitarios optó por la carrera de Física, obtuvo su título y llegó a trabajar con Schreier como su ayudante y asistente, de esta relación nació la idea de crear un observatorio para la investigación.Junto a otros estudiantes realzaron las investigaciones pertinentes y remitieron los estudios al Consejo de Astronomía de la Academia de Ciencias de la Unión de Repúblicas Socialistas Soviéticas, gracias a esto se estableció un convenio entre este Consejo y la Universidad Mayor de San Andrés, a través del cual se gestionó la llega de técnicos soviéticos y se definió a la población de Patacamaya, ubicada en el altiplano de La Paz, para establecer el centro de observaciones que empezó a operar el 26 de septiembre de 1976. Este convenio también le permitió a Zalles acceder a una beca de estudio y obtener su título como ingeniero Astrónomo, Geodesta y el de Magister en Ciencias.Por sus estudios desarrollados posteriormente Zalles obtuvo el título de Doctor en Astronomía.

## Observatorio Astronómico Nacional
Al igual que con las gestiones realizadas para la implementación del observatorio de Patacamaya, Zalles impulsó el establecimiento del Observatorio Astronómico Nacional ubicado en la localidad de Santa Ana, en el Departamento de Tarija, mediante un convenio iniciado en 1982 con la Academia Nacional de Ciencias y ha impulsado la sostenibilidad y el funcionamiento del centro, gestionando, por ejemplo, la donación de equipos japoneses para el planetario en 2010.

## Premios y reconocimientos
Recibió la medalla Struve otorgada a destacados astrónomos en Rusia y la presea Pushkin.